# Liste der Monuments historiques in Pontailler-sur-Saône
Die Liste der Monuments historiques in Pontailler-sur-Saône führt die Monuments historiques in der französischen Gemeinde Pontailler-sur-Saône auf.

## Liste der Immobilien
| Bezeichnung       | Beschreibung                  | Standort                 | Kennzeichnung | Schutzstatus | Datum | Bild           |
| ----------------- | ----------------------------- | ------------------------ | ------------- | ------------ | ----- | -------------- |
| Kirche St-Maurice | zwischen 1834 und 1836 erbaut | Place de l’Église (Lage) | PA00112762    | Inscrit      | 1991  | weitere Bilder |

## Liste der Objekte
| Bezeichnung                          | Beschreibung                                               | Standort                        | Kennzeichnung | Schutzstatus | Datum | Bild |
| ------------------------------------ | ---------------------------------------------------------- | ------------------------------- | ------------- | ------------ | ----- | ---- |
| Pietà                                | Kalkstein, 16. Jahrhundert                                 | in der Kirche St-Maurice (Lage) | PM21001754    | Classé       | 1965  |      |
| Skulptur Christus in der Rast        | Kalkstein, 17. Jahrhundert                                 | in der Kirche St-Maurice (Lage) | PM21001755    | Classé       | 1965  |      |
| Skulptur Heiliger Antonius der Große | Kalkstein, 17. Jahrhundert, aus der Schule von Jean Dubois | in der Kirche St-Maurice (Lage) | PM21001756    | Classé       | 1965  |      |
| Skulptur Heiliger Karl Borromäus     | Kalkstein, 17. Jahrhundert                                 | in der Kirche St-Maurice (Lage) | PM21001757    | Classé       | 1965  |      |